# Harry Holmberg
Harry Ferdinand Konstantin Holmberg, född 4 februari 1895 i Stockholm, död 3 april 1977 i Sofia församling i Stockholm, var en svensk målare och tecknare.
Holmberg var som konstnär autodidakt. Separat ställde han ut i Södertälje 1948 och han medverkade i samlingsutställningar i bland annat Södertälje och Laxå samt i Sveriges allmänna konstförenings utställningar på Liljevalchs konsthall. Hans konst består av  porträtt, naket, kyrkor, landskapsmålningar från Öland samt Stockholmsmotiv, särskilt från Fjällgatan och hamnen. Harry Holmberg är gravsatt i minneslunden på Skogskyrkogården i Stockholm.